# Ambang
Ambang es un grupo de volcanes situados en el lado occidental del brazo norte de Célebes, en Indonesia. En el lugar hay dos lagos, el Mo'oat, que es el mayor, y el Tondok, situados a una altitud de 750 m s. n. m. El volcán posee varios cráteres de más de 400 metros de diámetro. Solo se tiene constancia de una erupción, en torno a 1850.